# Edward James Salisbury
Pour les articles homonymes, voir Salisbury.
Edward James Salisbury est un botaniste britannique, né le 16 avril 1886 à Harpenden et mort le 10 novembre 1978 à Bognor Regis dans le Sussex de l'Ouest.

## Biographie
Il est le fils de James Wright Salisbury et de Elizabeth née Stimpson. Il obtient un Bachelor of Sciences à l’University College de Londres en 1909 et son Doctorat of Sciences en 1913.
Salisbury travaille à l’University College de 1918 à 1943. Il se marie avec Mabel Elwin-Coles en 1918, celle-ci décèdera en décembre 1956. Il est fait quain professor de botanique en 1929, fonction qu’il conserve jusqu’en 1943.
Il dirige les Jardins botaniques royaux de Kew de 1943 à 1956. Il enseigne la physiologie au Royal Institut de 1947 à 1956. Il reçoit la médaille d’or de la Royal Society en 1945 et est anobli en 1946. Il prend sa retraite en 1956. Membre de diverses sociétés savantes, il participe à la création de la British Ecological Society dont il sera le secrétaire honoraire de 1917 à 1931.
Il est notamment l’auteur de The Living Garden (1935), The East Anglain Flora (1933), Plant Form and Function (1938), The Reproductive Capacity of Plants (1942), Downs and Dunes (1952), Weeds and Aliens (1961), The Biology of Garden Weeds (1962).
Salisbury étudie particulièrement les graines et la germination. C’est une figure importante de l’écologie britannique et contribue à la reconstruction des Jardins botaniques royaux de Kew, gravement endommagés par des bombardements lors de la guerre.

## Publications
- Salisbury, E.J. (1916) The emergence of the aerial organs in woodland plants. Journal of Ecology 4 (3-4): 121-128.
- Salisbury, E.J. (1920) The significance of the calcicolous habit. Journal of Ecology 8 (1): 202-215.
- Salisbury, E.J. (1922) Stratification and Hydrogen-ion concentration of the soil in relation to leaching and plant succession with special reference to woodlands. Journal of Ecology 9 (2): 220-240.
- Salisbury, E.J. (1925) The incidence of species in relation to soil reaction. Journal of Ecology 13 (1): 149-160.
- Salisbury, E.J. (1925) Note on the edaphic succession in some dune soils with special reference to the time factor. Journal of Ecology 13 (2): 322-328.
- Salisbury, E.J. (1925) Note on the edaphic succession in some dune soils with special reference to the time factor. Journal of Ecology 13 (2): 322-328.
- Salisbury, E.J. (1926) The geographical distribution of plants in relation to climatic factors. The Geographical Journal 67 (4): 312-335. 
Discussion aux p. 335–342 de H. N. Ridley a.o.
- Salisbury, E.J. (1927) On the causes and ecological significance of stomatal frequency with special reference to woodland flora. Phil. Trans. R. Soc. B 216 (1928): 1-65.
- Salisbury, E.J. (1929) The biological equipment of species in relation to competition. Journal of Ecology 17 (2): 197-222.
- Salisbury, E.J. (1930) Mortality amongst plants and its bearing on natural selection. Nature 125 : 817.
Commentaire de Ronald A. Fisher (1930) dans Nature, 125: 972-973.
Réplique de Salisbury dans Nature, 126: 95-96.
- Salisbury, E.J. (1971) The pioneer vegetation of exposed muds and its biological features. Phil. Trans. R. Soc. B 259 : 207-255.
- Salisbury, E. (1974) Seed size and mass in relation to environment. Proceedings of the Royal Society of London Series B: Biological Sciences 186 (1083): 83-88.
- Salisbury, E. (1975) The survival value of modes of dispersal. Proceedings of the Royal Society of London Series B: Biological Sciences 188 (1091): 183-188.
- Salisbury, E. (1976) Seed output and the efficacy of dispersal by wind. Proceedings of the Royal Society of London Series B: Biological Sciences 192 (1108): 323-329.